# Cornufer adiastolus
Cornufer adiastolus é uma espécie de anfíbio anuro da família Ceratobatrachidae. Está presente na Papua Nova Guiné. A UICN classificou-a como deficiente de dados.